# Lallemand (Mondkrater)
Lallemand ist ein Einschlagkrater am westlichsten Rand der Mondvorderseite, nördlich der Montes Rook und südlich des Lacus Autumni.
Der Krater wurde 1985 von der IAU nach dem französischen Physiker und Astronomen André Lallemand offiziell benannt. Er trug bis dahin den Namen Kopff A, das heißt er wurde als Nebenkrater von Kopff geführt.